# Цисяньцинь

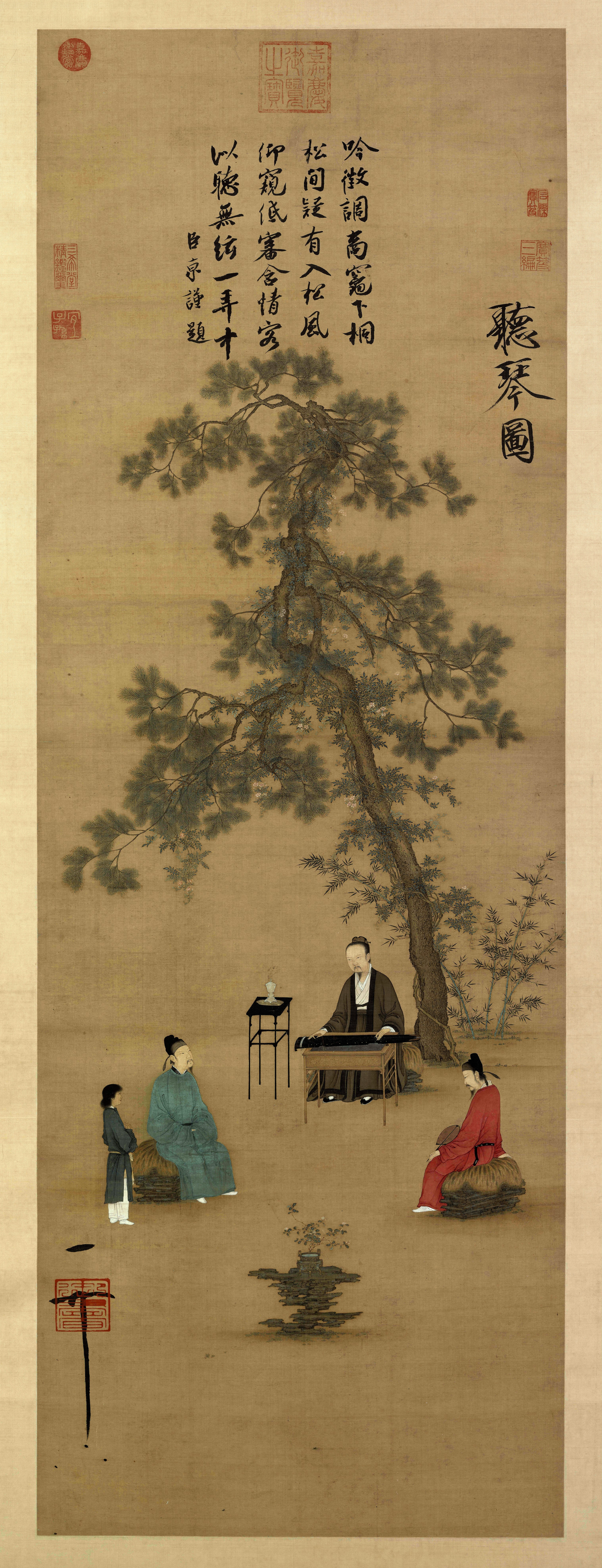
«Слухачі ціня» (听琴), картина роботи імператора Хуей-цзуна

Цисяньцинь або цісяньцінь (кит. 七弦琴, пін. qīxiánqín, ці — «сім», сянь — «струни», цінь «~ струнний інструмент ~»), інша назва ґуцінь (кит. 古琴, пін. gǔqín) — китайський 7-струнний щипковий музичний інструмент, різновид цитри.
Має довгастий корпус у вигляді дерев'яного ящика фігурних обрисів (довжина 100—120 см, ширина близько 20 см); на деці позначені 13 ладів (судячи за збереженими старовинними зразками цісяньцінь та табулатурним записам музичних творів, система ладів зазнала значної еволюції за час існування інструменту). Струни виготовляються із шовку та мають різну товщину; їх настроювання C — D — F — G — A — c — d або G — A — c — d — e — g — a. Діапазон трохи більш як чотири октави (С — d³).
Під час гри виконавець тримає цісяньцінь горизонтально, при цьому вузький кінець зі струнотримачем розташовується ліворуч, а широкий з кілками — праворуч. Струни притискають до деки, звук видобувають щипком.
Цісяньцінь — найдавніший інструмент. У III столітті до н. е.. входив до складу придворного оркестру яюе (кит.: 雅乐, «витончена музика») і був найхарактернішим інструментом класичної старокитайської музики. За прийнятою в Китаї класифікацією (за матеріалом як джерела звуку) належить до категорії «шовкових інструментів»).

## Назва
Традиційно, інструмент просто називався «цінь» (琴), але до двадцятого століття ця назва почала застосовуватися до багатьох інших музичних інструментів таких як: янцінь hammered dulcimer, хуцінь сімейство смичкових струнних інструментів, а також західного Фортепіано. Згодом для уточнення було додано префікс «ґу-» (古; означає «стародавній»). Таким чином, інструмент сьогодні найчастіше називають «ґуцінь». Він також може мати назву цісяньцінь (七絃琴; дослівно «семиструнна цитра»). Оскільки в книзі Роберта ван Гюліка про цінь він називається як Знання про китайську лютню, ґуцінь іноді помилково називається лютнею. Іншою неправильною класифікацією, що здебільшого прийшла із музичних компакт-дисків, є зачислення інструменту до «арфи» або «настільної арфи».

## Історія

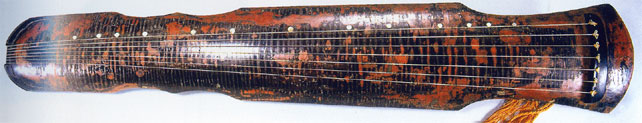
Відомий інструмент цінь часів династії Тан (618—907), «Jiu Xiao Huan Pei»

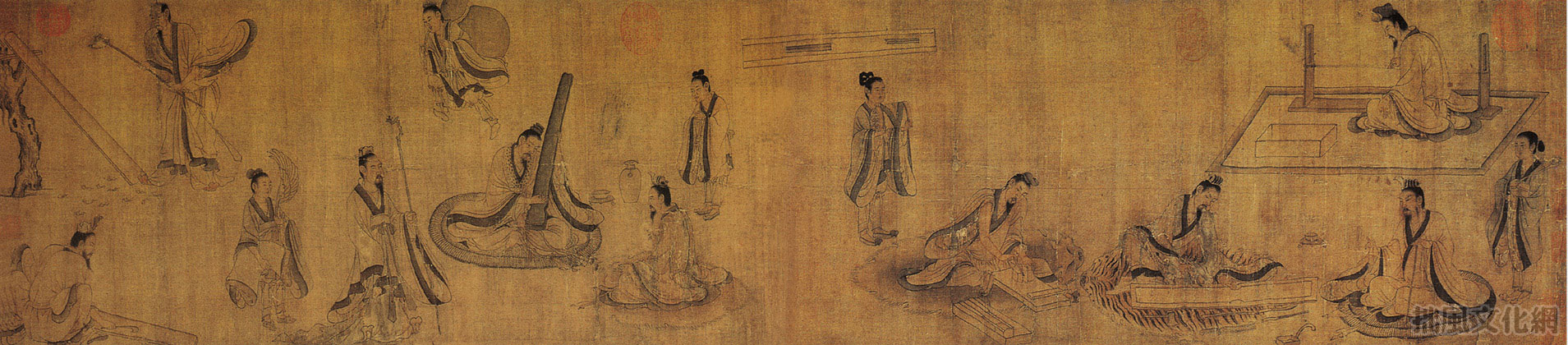
Ґу Кайчжи. Виготовлення ціня. (29,4х130см). Сунська копія. Ґуґун, Пекін.

За легендою цінь найшанованіший з усіх Китайських музичних інструментів і має історію близьку до 5000 років, і що у створенні його відіграли роль легендарні особи з Китайської первісної історії — Фу-сі, Шень-нун і Хуан-ді, «Жовтий імператор». Майже всі книги і колекції табулатур опубліковані до двадцятого століття описують саме таке походження інструменту? хоча зараз це вважають міфологією. Інструмент згадується в китайських письменах віком близько 3000 років, а залишки інструментів були знайдені у похованнях віком у 2500 років. Точне походження ціня досі є джерелом дискусій останні десятки років.
Найдавніший відомий інструмент, що зберігся, знайдений у гробниці маркіза Ї Цзена, датований 433 роком до н. е..
У 1977 році запис твору «Вода що тече» (Ліу Шуй, яку виконав один із найкращих музикантів XX століття Ґуан Пінху), був обраний для золотої платівки «Вояджера» серед усіх музичних творів з усього світу, і була відправлена НАСА як послання у відкритий космос на борту космічних кораблів «Вояджер-1» і «Вояджер-2». Це найдовший фрагмент на диску. Причиною чому саме ця робота була обрана у виконанні на цьому інструменті є його особлива тональна структура, його музична гама, що отримана з фундаментальних законів фізики пов'язаних із вібрацією і обертонами, що демонструє інтелектуальні здібності людства в цій області. У 2003 році музика ґуціня була проголошена одним із Шедеврів усної і нематеріальної спадщини людства організацією ЮНЕСКО.

## Виконання

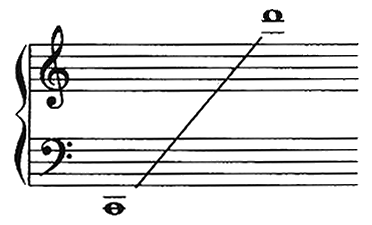
Діапазон нот

Під час виконання музики, музиканти застосовують різні техніки аби досягти повної експресії і потенціалу інструмента. Існує багато спеціальних табулатур, які розвинулися протягом століть, які спеціально присвячені інструменту ґуцінь із вибором репертуару популярних і стародавніх мелодій.

### Техніка гри
Характер звуків, що має інструмент ґуцінь можна розбити на три характерні категорії «звучання.» Перший тип це «саньїнь» (散音), що дослівно означає «розсіяний звук». Основна частота звучання утворюється щипанням вільної струни пальцями правої руки.Прослухатиⓘ. Щипання труни правим пальцем разом із м'яким притисканням струни лівою рукою у позиції конкретної ноти утворить чіткий ніжний звукПрослухатиⓘ, що називається «фаньїнь» (泛音), або гармоніки обертонів. Важлива для гри нотна гамма, називається «хаї» і відмічена 13 білими цятками на передній частині ґуцінь і виконуються зі слюди чи морських раковин, це місця цілочислового поділу довжини струни. Чистий злагоджений обертон не можна отримати доки струни не будуть затиснуті чітко відповідно до цих міток «хаї». Третій звук це аньїнь (按音 / 案音 / 實音 / 走音), або «звуки, що змінюються.» Він є основною каденцією у більшості творів для ґуцінь. Аби зіграти це, музикант притискає струну середнім або безіменним пальцем лівої руки до відповідної частоти ноти на поверхні дошки, (залежно від відстані до нього), потім ударяє правою рукою по струні, ковзаючи лівою рукою вниз або вверх до іншої ноти. Техніка подібна до гри на слайд-гітарі однак, кількість маніпуляцій що дозволяє здійснювати гуцинь набагато більша ніж у гітари, яка дозволяє виконувати лише 3 або 4 основні техніки. Прослухати Пей Ланьⓘ. Відповідно до книги Cunjian Guqin Zhifa Puzi Jilan 【存見古琴指法譜字輯覽‧油印本】, існує близько 1070 різних технік для гри пальцями, що може використовуватися в ґуцінь. Більшість з цих технік є застарілими, але близько 50 з них використовуються у сучасному виконанні.

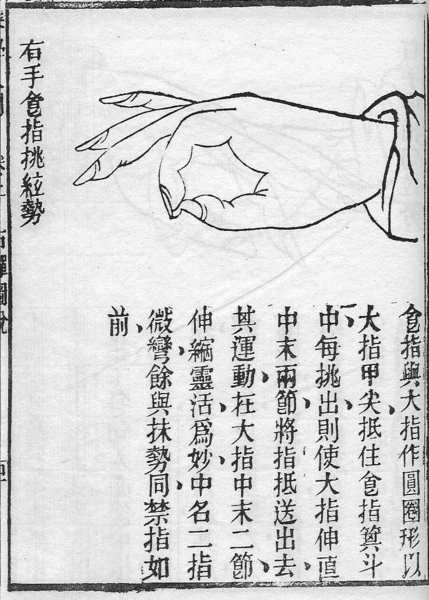
〈挑〉 Тяо
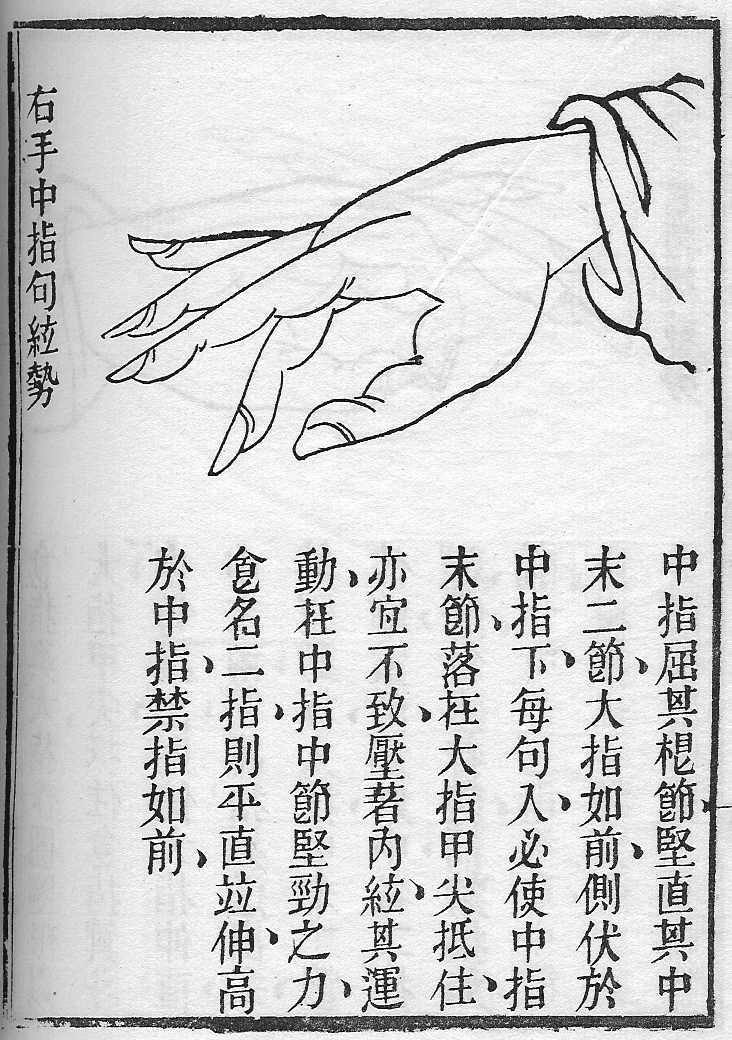
〈勾〉 Ґоу
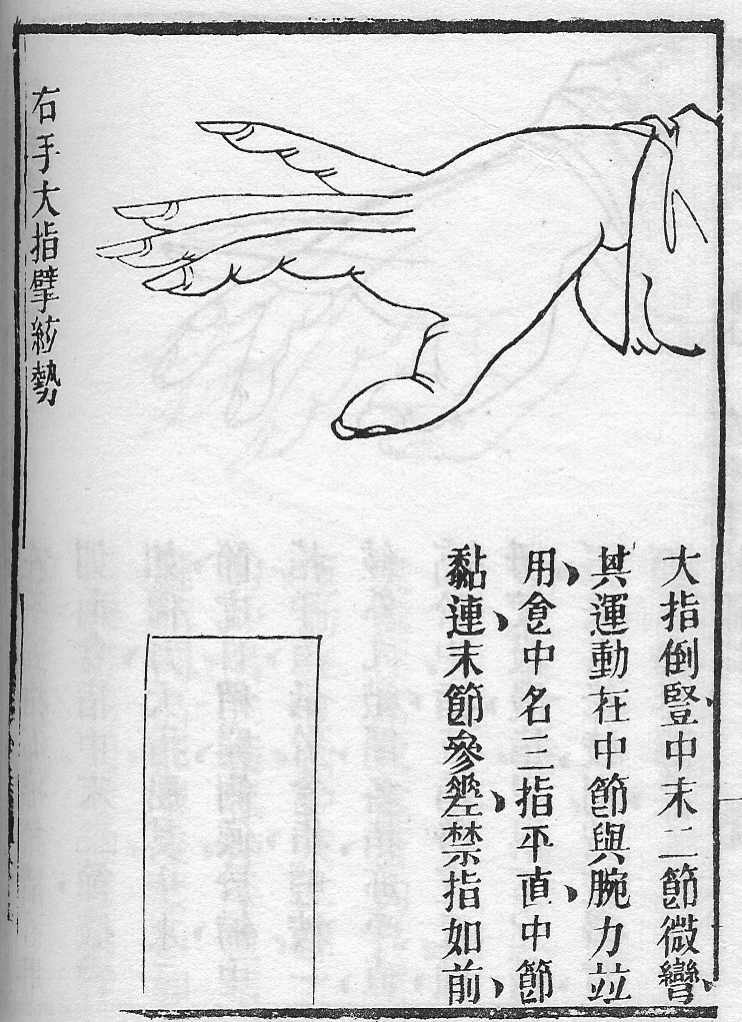
〈劈〉 Пі
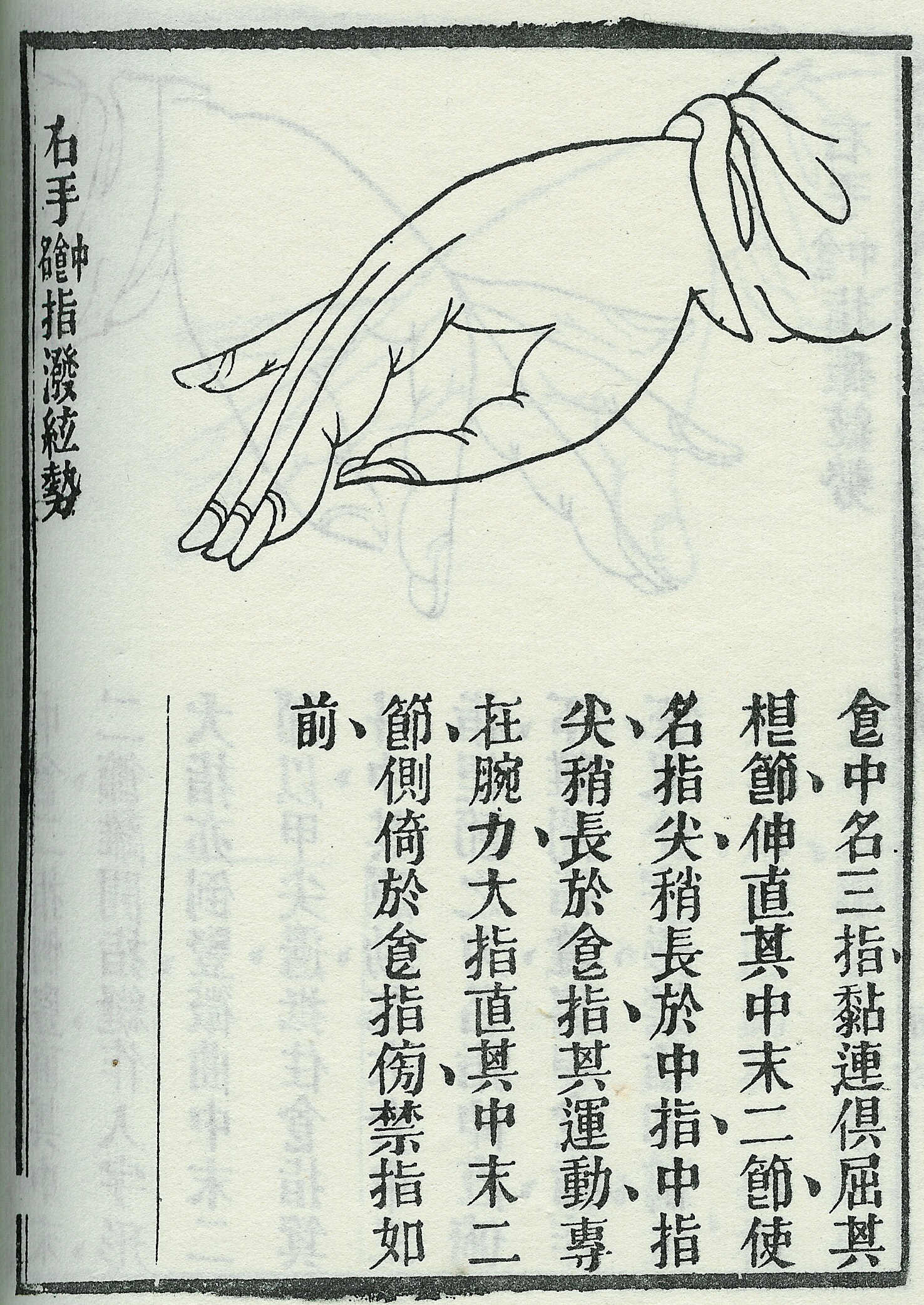
〈撥〉 Бо

Вище наведені ілюстрації із старого керівництва.